# قود الرماعي

تعديل مصدري - تعديل

قود الرماعي هي إحدى قرى عزلة القارة بمديرية رصد التابعة لمحافظة أبين، بلغ تعداد سكانها 77 نسمة حسب تعداد اليمن لعام 2004.